# Teodòrides de Sició
Teodòrides (en llatí Theodoridas, en grec antic Θεοδωρίδας) fou un polític de la Lliga Aquea, nadiu de Sició que va viure al segle ii aC.
Va ser enviat com a ambaixador a Egipte l'any 187 aC per renovar l'aliança amb Ptolemeu V Epífanes. Devia tenir un poder i una influència considerables al seu país, ja que el 168 aC els dos Ptolemeus d'Egipte (Ptolemeu VI Filomètor i Cleòpatra II, fills d'Epífanes i que governaven conjuntament), es van dirigir a ell per demanar l'enviament d'un miler de mercenaris, segons diu Polibi.